# Iere Village
Iere Village es una villa de Trinidad y Tobago que forma parte de la región de Princes Town.

## Geografía
La villa abarca parte de la isla Trinidad y limita al norte con Reform Village y Coryal Village, al sur y este con Malgretoute y al oeste con Harmony Hall, Palmyra, Palmyra Village-Mt. Stewart y Cleghorn and Mt. Pleasant.

## Demografía
Datos demográficos de la villa de Iere Village:
| Gráfica de evolución demográfica de Iere Village entre 2000 y 2011 |
|                                                                    |